# Panamerikanska mästerskapen i fäktning 2025
Panamerikanska mästerskapen i fäktning 2025 arrangerades mellan den 24 och 29 juni 2025 i Rio de Janeiro i Brasilien. Det var den 18:e upplagan av panamerikanska mästerskapen i fäktning.

## Medaljörer

### Herrar
| Gren                  | Guld                                                                 | Silver                                                        | Brons                                                               |
| Florett, individuellt | Alexander Massialas · USA                                            | Nick Itkin · USA                                              | Gerek Meinhardt · USA                                               |
| Florett, individuellt | Alexander Massialas · USA                                            | Nick Itkin · USA                                              | Augusto Servello · Argentina                                        |
| Värja, individuellt   | Tristan Szapary · USA                                                | Rubén Limardo · Venezuela                                     | Alexandre Camargo · Brasilien                                       |
| Värja, individuellt   | Tristan Szapary · USA                                                | Rubén Limardo · Venezuela                                     | Samuel Imrek · USA                                                  |
| Sabel, individuellt   | Colin Heathcock · USA                                                | William Morrill · USA                                         | Mitchell Saron · USA                                                |
| Sabel, individuellt   | Colin Heathcock · USA                                                | William Morrill · USA                                         | Antonio Heathcock · USA                                             |
| Florett, lag          | USA Nick Itkin Gerek Meinhardt Chase Emmer Bryce Louie               | Kanada Edward Li Jason Yu Borys Budovskyi Adrian Wong         | Chile David Alarcón Vicente Otayza Leopoldo Alarcón Juvenal Alarcón |
| Värja, lag            | Venezuela Grabiel Lugo Jesús Limardo Rubén Limardo Francisco Limardo | USA Justin Yoo Samuel Imrek Tristan Szapary Oleg Knysh        | Kanada Nicholas Zhang Fynn Fafard Ruibo Xiao Dylan French           |
| Sabel, lag            | USA Colin Heathcock William Morrill Antonio Heathcock Mitchell Saron | Kanada Farès Arfa William Han Olivier Desrosiers Roman Norris | Colombia Juan Pacheco Emilio Vargas Mario Palacios                  |

### Damer
| Gren                  | Guld                                                                  | Silver                                                                         | Brons                                                                    |
| Florett, individuellt | Lee Kiefer · USA                                                      | Eleanor Harvey · Kanada                                                        | Lauren Scruggs · USA                                                     |
| Florett, individuellt | Lee Kiefer · USA                                                      | Eleanor Harvey · Kanada                                                        | Jaelyn Liu · USA                                                         |
| Värja, individuellt   | Isabel Di Tella · Argentina                                           | Ruien Xiao · Kanada                                                            | Hadley Husisian · USA                                                    |
| Värja, individuellt   | Isabel Di Tella · Argentina                                           | Ruien Xiao · Kanada                                                            | Catherine Nixon · USA                                                    |
| Sabel, individuellt   | Maia Chamberlain · USA                                                | Natalia Botello · Mexiko                                                       | Siobhan Sullivan · USA                                                   |
| Sabel, individuellt   | Maia Chamberlain · USA                                                | Natalia Botello · Mexiko                                                       | Isabela Carvalho · Brasilien                                             |
| Florett, lag          | USA Lauren Scruggs Emily Jing Jaelyn Liu Lee Kiefer                   | Kanada Yunjia Zhang Eleanor Harvey Savannah Locke Nadia Hayes                  | Brasilien Gabriella Vianna Bia Bulcão Ana Toldo Mariana Pistoia          |
| Värja, lag            | USA Catherine Nixon Leehi Machulsky Tierna Oxenreider Hadley Husisian | Kanada Nicole Xuan Ruien Xiao Julia Yin Leonora Mackinnon                      | Colombia Isabella González Carmen Correa Valentina Triana Laura Castillo |
| Sabel, lag            | USA Lola Possick Alexandra Lee Siobhan Sullivan Maia Chamberlain      | Argentina Belén Pérez Maurice Candela Espinosa María Perroni Catalina Borrelli | Colombia María Blanco Valentina Beltrán María Gutiérrez Ana Alderete     |

## Medaljtabell
*   Värdland ( Brasilien)
| Nr                  | Nation              | Guld | Silver | Brons | Totalt |
| ------------------- | ------------------- | ---- | ------ | ----- | ------ |
| 1                   | USA                 | 10   | 3      | 9     | 22     |
| 2                   | Argentina           | 1    | 1      | 1     | 3      |
| 3                   | Venezuela           | 1    | 1      | 0     | 2      |
| 4                   | Kanada              | 0    | 6      | 1     | 7      |
| 5                   | Mexiko              | 0    | 1      | 0     | 1      |
| 6                   | Brasilien*          | 0    | 0      | 3     | 3      |
| 6                   | Colombia            | 0    | 0      | 3     | 3      |
| 8                   | Chile               | 0    | 0      | 1     | 1      |
| Totalt (8 nationer) | Totalt (8 nationer) | 12   | 12     | 18    | 42     |